# Törpe szabalpálma
A törpe szabalpálma vagy kúszó szabalpálma (Sabal minor) a pálmafélék (Areacea) családjába tartozó faj.

## Elterjedése

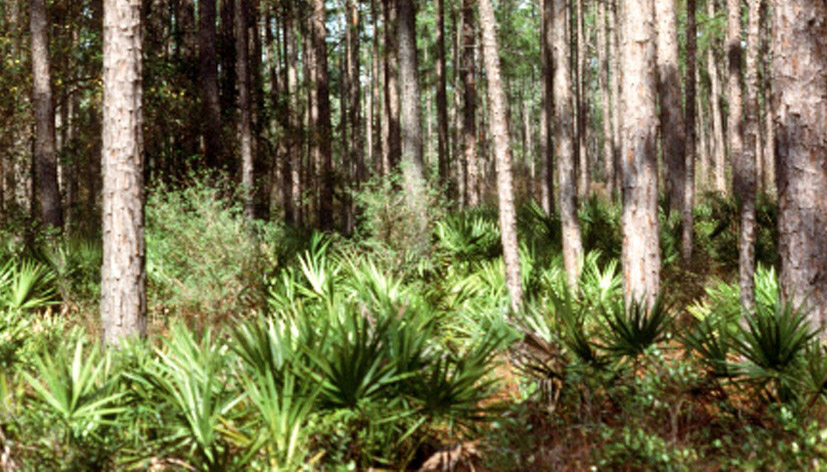
Törpe szabalpálmás fenyőerdő-társulás

Az USA délkeleti részén őshonos. Florida északkeleti részétől Észak-Karolinán át egészen nyugat és keleti Oklahomán át Texasig egyaránt megtalálható. Bár főképp a déli államokban elterjedt, az egyik olyan pálmafaj, amely a hűvösebb hőmérsékletet is jól tűri, és megtalálható az északabbi államokban is úgy, mint a közép-dél Pennsylvania. Ez az egyik leginkább fagytűrő pálmafaj, a -18 °C-ot is túléli (a tűpálma (Rhapidophyllum hystrix) után a második leghidegtűrőbb pálmafaj). Hidegtűrése függ elterjedésének elhelyezkedésétől. Az oklahomai populációt tekintik a leghidegtűrőbb tulajdonsággal rendelkező populációnak.

## Leírása
Maximum 1 méter (ritkán 3 méter) magasra nő. Törzse legfeljebb 30 cm átmérőjű. Ez egy legyezőpálma, melynek levélkéi egy csupasz levélnyél végén egy kerek legyezőformába rendeződnek. Minden levél 1,5–2 m hosszú, 40 levélkével, melyek hossza akár a 80 cm-t is elérheti. Virágai sárgás-fehér színűek, és 5 mm szélesek. Egy legfeljebb 2 m hosszú virágzat elágazó tengelyén ülnek, amelynek hossza túlnyúlik a leveleken. Termése egy 1-1,3 cm hosszú, fekete csonthéjas gyümölcs, melyben egy mag található.

## Ültetése, művelése, kertészeti hasznosítása
Azon kevés pálmafajok egyike, amely képes életben maradni az elterjedési régiójában előforduló kemény teleken is. Többnyire e tulajdonsága miatt kedvelt a kertészek és a tájépítészek körében is. Gyakran elterjedésének legészakibb területein élő populációikból származó egyedeket használnak erre a célra. Az egyik legnépszerűbb kertészeti változata a "McCurtain", amely Oklahoma állam McCurtain nevű megyéjéről kapta a nevét, ahol őshonos. Ezen változat példányai is törzs nélküliek maradnak egyedfejlődésük során, és kisebbre nőnek mint a melegebb területeken élő populációk egyedei. E pálmafaj egyes jelentések szerint a messzi északon is hajt. New York nagyvárosi területein és végig a keleti parton bármiféle különösebb védelem nélkül ültethető. Északabbra, Új-Angliában viszont már megfelelő védelem szükséges ahhoz, hogy túlélje a kemény teleket.

## Képek

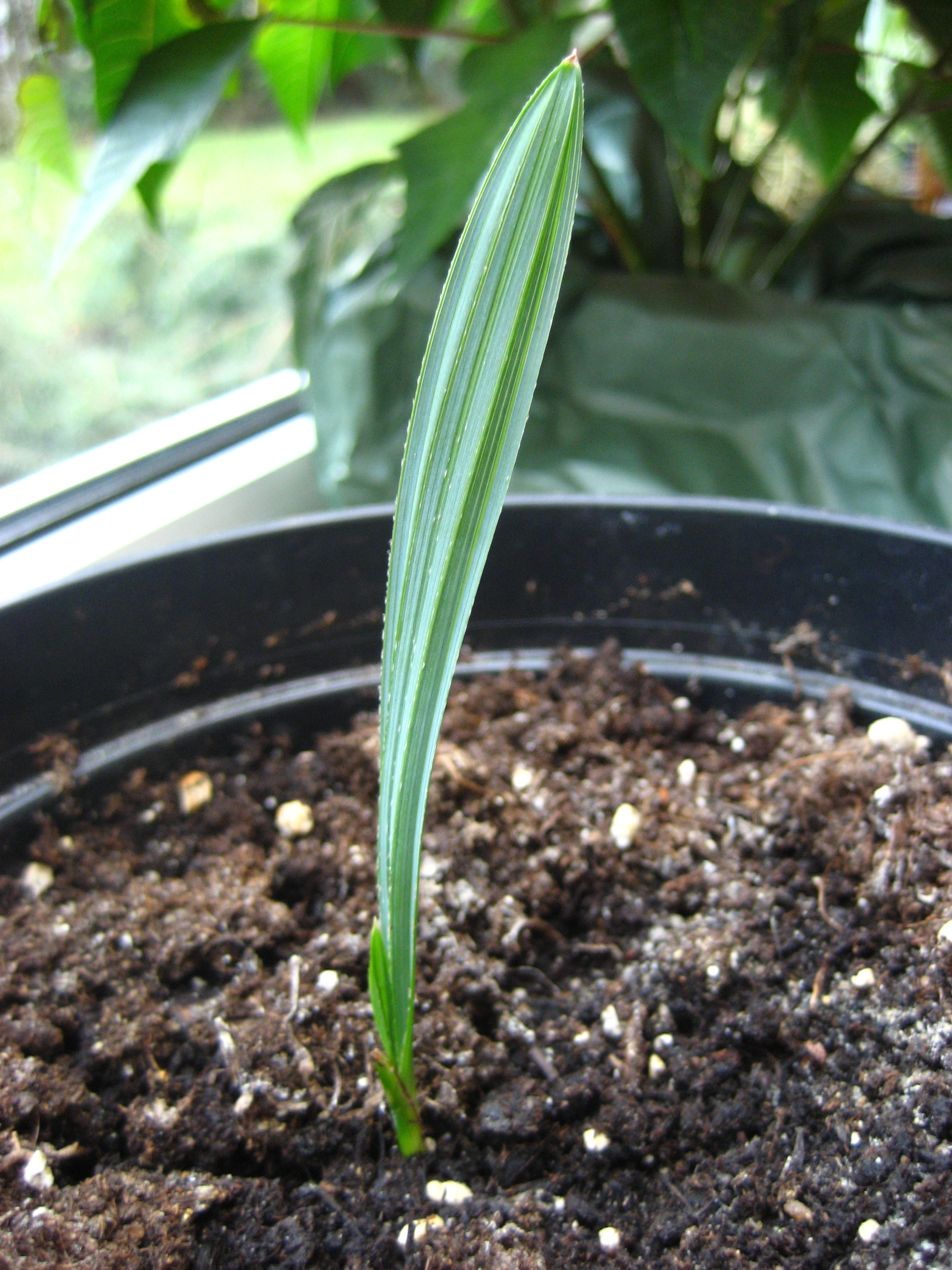
Fiatal hajtása
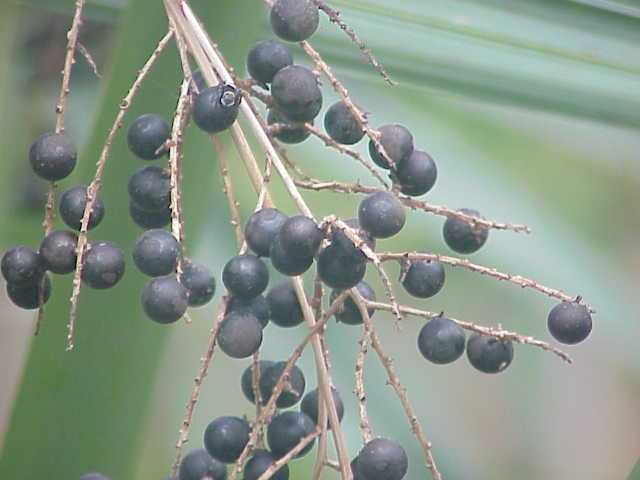
Fekete, csonthéjas gyümölcse

## Fordítás
- Ez a szócikk részben vagy egészben a Sabal minor című angol Wikipédia-szócikk fordításán alapul.  Az eredeti cikk szerkesztőit annak laptörténete sorolja fel. Ez a jelzés csupán a megfogalmazás eredetét és a szerzői jogokat jelzi, nem szolgál a cikkben szereplő információk forrásmegjelöléseként.